# アメリカズ・ゴット・タレント (シーズン8)
『アメリカズ・ゴット・タレントシーズン8』は2013年7月4日に始まったリアリティ・オーディション番組。審査員を6シーズン務めたシャロン・オズボーンが番組を離れ、メラニー・ブラウンが加入した。さらにハイディ・クルムが加入し、番組史上初めて審査員が4人体制となった。
スナップルが公式ビヴァレッジ・スポンサーを務め、審査員の机の上にロゴの入ったカップが常に置かれる。
生中継の回はシーズン7ではニュージャージー・パフォーミング・アーツ・センターで行なわれていたが、今回のシーズン8ではニューヨークにあるラジオシティ・ミュージックホールで行なわれている。

## これまでとの違い
シーズン7放送期間中にシャロン・オズボーンが番組を離れると表明したが、後に「今のところは」残ると語った。2012年8月6日、NBCとの確執から、正式にシーズン7終了後に番組を離れることが発表された。
プロデューサーのサイモン・コーウェルはオズボーンの後任にカルメン・エレクトラを希望していると伝えられた。2012年11月29日までにニック・キャノンがこの番組の司会を続投すると正式に契約した。2012年12月3日、ハワード・スターンは自身の番組でシーズン7に引き続きシーズン8にも審査員として出演することを発表した。2013年2月12日、ホーウィー・マンデルは番組『Access Hollywood 』の中で引き続きシーズン8に審査員として出演することを発表した。
2013年2月20日、元スパイス・ガールズのメラニー・ブラウン（メルB）がシャロン・オズボーンの後任となることが発表された。それと同時に『エンターテインメント・ウィークリー』誌はNBCがもう1人の審査員を探していると報じた。2013年3月3日、スーパーモデルのハイディ・クルムが4人目の審査員として参加することが発表された。

## 地方予選
2012年7月11日、シーズン8のオーディション開催地が発表された。プロデューサーらスタッフの前で行なわれるオーディションはカリフォルニア州ロサンゼルス、ワシントン州シアトル、オレゴン州ポートランド、ルイジアナ州ニューオーリンズ、アラバマ州バーミングハム、テネシー州メンフィス、テネシー州ナッシュビル、ジョージア州サバンナ、ノースカロライナ州ローリー、バージニア州ノーフォーク、テキサス州サンアントニオ、ニューヨーク州ニューヨーク、オハイオ州コロンバス、イリノイ州シカゴで、これまでより多くの場所で開催された。
3月から5月に、番組に出演する審査員により行なわれるオーディションはニューオリンズ、サンアントニオ、ニューヨーク、ロサンゼルス、シカゴで行なわれた。なおロサンゼルスでの初日、ホーウィー・マンデルは個人的理由により欠席だった。
『TVガイド』によると、この番組は『ブリテンズ・ゴット・タレント』のフォーマットにならい、1回の放送に何箇所かのオーディション風景を織り交ぜる。
| 開催地                       | 開催日               | 会場                         | 放送日                                                                   |
| ---------------------------- | -------------------- | ---------------------------- | ------------------------------------------------------------------------ |
| ルイジアナ州ニューオリンズ   | 2013年3月4日 - 5日   | UNO Lakefront Arena          | 2013年6月11日（パート1） 2013年7月9日（パート2）                         |
| テキサス州サンアントニオ     | 2013年3月20日 - 21日 | The Lila Cockrell Theatre    | 2013年6月4日（パート1） 2013年6月11日（パート2） 2013年7月2日（パート3） |
| ニューヨーク州ニューヨーク   | 2013年4月8日 - 10日  | ハマースタイン・ボールルーム | 2013年6月4日（パート1） 2013年6月25日（パート2） 2013年7月9日（パート3） |
| カリフォルニア州ロサンゼルス | 2013年4月24日 - 26日 | Pantages Theatre             | 2013年6月4日（パート1） 2013年6月25日（パート2） 2013年7月9日（パート3） |
| イリノイ州シカゴ             | 2013年5月8日 - 10日  | Rosemont Theatre             | 2013年6月18日（パート1） 2013年7月2日（パート2）                         |

7月10日放送回はオーディション・ラウンド最後であり、全ての開催地のオーディションを組み合わせて放送した。

## ラスベガス・ウィーク
2013年7月16日から17日、二夜連続スペシャル番組としてラスベガスのラスベガス・ストリップにあるプラネット・ハリウッドからオーディション第二ラウンドが放送された。放送上86組がラスベガス・ウィークに出演し、60組が次のラウンドに進む。審査員は出演者を3つのグループに分け、最初のグループはラスベガスで演じることなくシード権を得てトップ60に入ることができる。2つめのグループは次の機会を得られないまま敗退。スタンバイ・アクツと呼ばれる最後のグループはトップ60への出演権を賭けてラスベガスで演じる。

### イミディエイト・ディシジョン（即断即決）
ラスベガス・ウィークのラウンドが始まる前、審査員4名は地方予選を吟味し、29組をシード通過者とした。この制度はこれまでは「ジャッジズ・フェイヴァリッツ（審査員のお気に入り）」と呼ばれていた。しかし逆にラスベガス・ウィークに出演することなく退場させられる者もいる。

#### 合格
- 3ペニー・コーラス・アンド・オーケストラ - コーラス/オーケストラ
- エアリアル・アイス - アイス・スケーティング・アクロバット
- エアロスフィア・エアリアル・バルーン・ショー - アクロバット/バルーン
- アレクサンドリア・ザ・グレート - エスケープ・アーティスト
- アメリカン・ミリタリー・スパウス・クワイア - コーラス
- アクアナッツ – アーティスティックスイミング
- アンジェラ・フーヴァー - コメディアン/物真似
- アナ・クリスティン – 歌手
- ブランドン･ジェイムス – オペラ歌手
- キャタプルト・エンタテイメント – 影絵ダンサー
- チャンピオンズ・フォーエヴァー – ダンス・グループ
- シカゴ・ボーイズ – アクロバティック・ダンサーズ
- デイヴ・シャーリー – コメディアン
- デイヴィッド"ザ・コブラ・キッド"ウエザーズ – 蛇使い
- フレッシュ・フェイスィーズ – ダンス・グループ
- イノヴェイティヴ・フォース – アクロバット
- ジム・メスキメン – コメディアン
- ジミー・ローズ – 歌手
- ケルシー・アンド・ベイリー – 犬芸
- 蛯名健一 – 格闘技を取り入れたダンス
- ケヴィン・ダウニー・ジュニア – コメディアン
- ミツィ・スクール・オブ・ダンス – ダンス・グループ
- ザ・ロボティクス – バンド
- センセーション – 3Dイルミネーション・ダンサー
- スプライス – ドミノ倒し
- ストラック・ボーイズ – ダンス・グループ
- テレヴィジョン – ダンス・グループ
- バージニア州立大学ゴスペル・コラール – コーラス
- トーン・ザ・チーフロッカ - ラッパー/ダンサー
- タミー・トーク – ボディパーカッション

#### 不合格
- ミルトン・パットン – 歌手
- オリヴィア・ロックス – 歌手
- サリー・ダン – 歌手
- ヤーシャ・アンド・ダニエラ – 社交ダンス

### スタンバイ・アクツ
審査により即合格には及ばなかったが、トップ60への出場を賭けてパフォーマンスを行ない、31組が合格した。

#### 合格
- 2ユニーク – 歌手/DJデュオ
- アーリン・アンド・アイジー - 姉妹ロック・デュオ
- アレキサンダー・ミゲイラ – 剣を飲み込むアクロバット
- アメリカン・ヒットマン – バンド
- ブラッド・ブライヤーズ – 剣を飲み込む
- ブランドン・アンド・サヴァンナ – バンド
- ケミ・ブラッドリー – 歌手
- クロエ・チャンネル – 歌手
- シエナ・パラカイ – 歌手
- コリンズ・キー – マジシャン
- ダンジェロ・アンド・アマンダ – 社交ダンス
- デイヴ・フェンリー – 歌手
- デイヴィッド・ファーマン – ジャグリング
- ディアナ・デラチョーパ – 歌手
- デュオ・リゾネンス – アクロバティック・デュオ
- フォルテ – トリオ歌手
- ハイプ – ダンス・トリオ
- ジョン・ウイング・ジュニア – コメディアン
- ジョナサン・アレン – オペラ歌手
- キッド・ザ・ウィズ – ダンサー/帽子技
- ザ・クリステフ・ブラザーズ – アクロバティック/ヘッド・バランシング・デュオ
- リオン・エティネ・アンド・ロミー・ロウ – マジック・デュオ
- マーティ・ブラウン – カントリー歌手
- レッド・パンダ (Rong Niu) – ダンサー/ボウル・ジャグラー[note 1]
- ルビー・アンド・ジョナス – 社交ダンス
- サム・ジョンソン – バランシング・アクロバット・アクト
- セリーナ・マキンジー・ゴードン – 歌手
- スペシャル・ヘッド – エンタテイナー/空中浮揚
- テイラー・ウィリアムソン – コメディアン
- ティンバー・ブラウン – ポール・アクロバット

#### 不合格
- Archbishop Molloy Step Team – dance troupe
- ArtSpark – dance troupe
- Ariann Black – magician
- Brandon Rosario – pole acrobat
- Dylan Wilson – hip hop dancer
- Eric Schwartz – comedian
- Genesis Nava – singer
- Jimmy Failla – comedian
- Kennedy Davenport – drag queen
- Lil Demon – dancer
- Lil Mike & Funny Bone – rappers[note 2]
- Megan Piphus – ventriloquist
- Melody Caballero – contortionist[note 1]
- Nathann Phan – magician
- Paul Thomas Mitchell – singer
- RJ Cantu – magician
- Skilyr Hicks – singer
- Tavi & Antonio – acrobats
- Travis Pratt – opera singer

特記
1. 1 2  レッド・パンダが棄権したため繰り上げで合格となった。
2. ↑  審査員達は彼らを練習不足とみなし、結果発表を待たずにすぐに不合格とした。

### 結果不明
地方予選で放送された多くの出場者が編集でカットされたかあるいは個人的理由で棄権したかでベガス・ウィークの放送には映っていないが、不合格となった可能性が高い。
- 212 Green – Pop/Hip-Hop Band
- B-Extreme – hip hop dancers
- Ballet Folklorico Mestizo – mariachi-type dancing trio
- Hammerstep – Irish step dancers
- Kyle & Darby – stunting
- Mariachi Nuevo Estillo AVM – mariachi band
- Omega Force Strength Team – strongman act
- Pacific Boys Choir – choir
- Ron & Liza – ballroom dancers
- Sophia Lucia – dancer
- Studio 19 Dance Complex – dance group
- Team Rock – martial arts
- The Academy – Irish step dancers
- The Rock Dance Project – dance group
- Tristan Jih – acrobat

## 準々決勝
| - 不合格 - 審査員による選択 - 黄色背景:次段階へ進出 - オレンジ背景:4位または5位となり、審査員により合格とされる - 灰色背景:4位または5位となり、審査員により不合格とされる - 太字 - ワイルドカード |

2013年7月23日火曜日、準々決勝が始まった。ラスベガス・ウィークを勝ち残ったトップ60が出場する。準々決勝の模様はニューヨークのラジオシティ・ミュージックホールから生中継される。シーズン8ではYouTubeスペシャルはなく、12組ずつ5週に分けて出場する。ブラウンとクラムは準々決勝期間中、マンデルとスタンは準決勝第1週にワイルドカードで敗者復活させたい者を決める。シーズン8ではこれまでに比べ不合格を通知するブザーが鳴るのが少なかった。

### トップ60、第1週 (7月23日 - 24日)
ゲスト: ロケッツ, ラブリンス, エミリー・サンデー
| アナ・クリスティン             | 1  | 歌手。ピアノ弾き語りでニーナ・シモンの『悲しき願い』を歌った。                                                                                             |  |  |  |  | 合格   |
| テレヴィジョン                 | 2  | ダンス・グループ。Labrinthとエミリー・サンデーによる「Beneath Your Beautiful」に合わせ、愛をテーマに薄型テレビを使ってパフォーマンスをした。               |  |  |  |  | 不合格 |
| アメリカン・ヒットマン         | 3  | ロック・バンド。ビートルズの「With a Little Help From My Friends」のジョー・コッカー版をゴスペルシンガーと共に演奏。                                       |  |  |  |  | 不合格 |
| スペシャル・ヘッド             | 4  | イリュージョン。空中浮揚し、突然消えて劇場外のバルコニーに現れた。                                                                                         |  |  |  |  | 不合格 |
| フレッシュ・フェイスィーズ     | 5  | ダンス・グループ。Icona Popの「I Love It」に合わせたパフォーマンス。                                                                                       |  |  |  |  | 不合格 |
| コリンズ・キー                 | 6  | マジシャン。審査員4名が選ぶTwitterのハッシュタグを予想し、当てた。                                                                                         |  |  |  |  | 合格   |
| ケヴィン・ダウニー・ジュニア   | 7  | スタンダップ・コメディアン。自身の恋愛をネタにした。 |  |  |  |  | 不合格 |
| アーリン・アンド・アイジー     | 8  | ヘビーメタル・デュオ。オリジナル曲「Stepping In Dog Poop」を披露。                                                                                         |  |  |  |  | 不合格 |
| アレキサンドリア・ザ・グレート | 9  | エスケープ・アーティスト。水の入ったタンクの中から拘束衣を脱いで脱出。                                                                                     |  |  |  |  | 不合格 |
| クリステフ・ブラザーズ         | 10 | コメディック・ハンド・バランシング・デュオ。ブライアン・アダムスの「(Everything I Do) I Do It for You」に合わせ、地球最後の2人のサーカス団員としての演技。 |  |  |  |  | 合格   |
| ハイプ                         | 11 | ダンス・トリオ。『I Won't Dance 』に合わせ、噴水を取り入れたパフォーマンス。                                                                               |  |  |  |  | 不合格 |
| ブランデン・ジェイムス         | 12 | クラシック歌手。ジョシュ・グローバンの「You Raise Me Up」を歌唱。                                                                                          |  |  |  |  | 合格   |

Note
1. 1 2  審査員投票で同点だったため、視聴者からの投票数によりアナ・クリスティーナが準決勝に進むことになった。

### トップ60、第2週 (7月30日 - 31日)
ゲスト: ロビン・シック, ブラッド・ペイズリー
このシーズンの生中継で初めてブザーが1度も鳴らなかった。
| イノヴェイティヴ・フォース     | 1  | アクロバティック・ダンス・グループ。力強いパーカッションの鳴る音楽に合わせたアクロバティックなダンス。                                                                 |  |  |  |  | 合格   |
| シエナ・パラカイ               | 2  | 歌手。エミリー・サンデーの「Next to Me」を歌唱。 |  |  |  |  | 不合格 |
| アレキサンダー・ミゲイラ       | 3  | 危険技。Alex Clare の「Too Close」に合わせ、花火を持ったままポールダンスをし、剣を飲み込み回転。                                                                       |  |  |  |  | 不合格 |
| ストラック・ボーイズ           | 4  | ダンス・グループ。フロー・ライダーの「Club Can't Handle Me」、ジャスティン・ビーバーの「Beauty and a Beat」、アッシャーの「Scream 」のメロディに合わせたヒップホップ。 |  |  |  |  | 不合格 |
| ブラッド・バイヤース           | 5  | サイドショー・パフォーマー。回っている扇風機を舌で止め、釘の上に横たわった上をATVが通り過ぎる。                                                                        |  |  |  |  | 不合格 |
| キッド・ザ・ウイズ             | 6  | 帽子ジャグラー/ダンサー。クリス・ブラウンの「Fine China」に合わせたパフォーマンス。                                                                                    |  |  |  |  | 不合格 |
| フォルテ                       | 7  | オペラ・トリオ。『ウエスト・サイド物語』の「Somewhere」を演奏。 |  |  |  |  | 合格   |
| アンジェラ・フーヴァー         | 8  | コメディアン/物真似。クリスティーナ・アギレラおよび審査員のメラニー・ブラウン、ハイディ・クラムの物真似。                                                              |  |  |  |  | 合格   |
| デイヴ・シャーリーDave Shirley | 9  | ヴィジュアル・コメディアン。ビデオ映像に合わせたコメディ・ダンス。 |  |  |  |  | 不合格 |
| マーティ・ブラウン             | 10 | カントリー歌手。バックバンドと共にシャナイア・トゥエインの「You're Still the One」を演奏。                                                                             |  |  |  |  | 合格   |
| アクアナッツ                   | 11 | シンクロナイズド・スイミング。マンハッタンにある屋上プールで収録されたリアーナの「Diamonds」に合わせた演技。                                                           |  |  |  |  | 不合格 |
| トーン・ザ・チーフロッカ       | 12 | ラッパー。オリジナルの一発屋曲「B-Double-O-T-Y」を演奏。ミュージックビデオの再現のように、女性と車と共に登場。                                                         |  |  |  |  | 不合格 |

Note
1. 1 2  審査員投票で同点だったため、視聴者からの投票数によりアンジェラ・フーヴァーが準決勝に進むことになった。
2. ↑  プールでの演技のため、放送日より前に収録が行なわれた。
3. ↑  ブラウンはワイルドカードを使い、トーン・ザ・チーフロッカを復帰させ準決勝に進出させた。

### トップ60、第3週 （8月6日 - 7日）
ゲスト: マリオン・ロス、ジェイソン・デルーロ
| エアロスフィア・エアリアル・バルーン・ショー                | 1  | バルーン・パフォーマー。M83の「Intro」に合わせ、巨大ヘリウム・バルーンを使ったアクロバティックな演技。                                      |  |            |            |  | 不合格 |
| シカゴ・ボーイズ                                            | 2  | アクロバティック・ダンス・グループ。ステファノの「I'm On a Roll」に合わせたジャンプ・ロープおよび宙返りの演技。                             |  |            | [ note 1 ] |  | 合格   |
| ミツィ・ダンシング・スクール                                | 3  | 中国系アメリカダンス・グループ。中国の精巧な民族舞踊。                                                                                      |  |            |            |  | 不合格 |
| ケルシー・アンド・ベイリー                                  | 4  | 犬芸。ケイティ・ペリーの「Hot n Cold」に合わせた演技。                                                                                      |  |            |            |  | 不合格 |
| ブランドン・アンド・サヴァンナ                              | 5  | 兄妹デュオ。イマジン・ドラゴンズの「Radioactive」を演奏。                                                                                   |  |            |            |  | 不合格 |
| イリュージョニスト・リオン・エティネ・アンド・ロミー・ロウ' | 6  | イリュージョニスト。ピットブルの「Don't Stop the Party」に合わせ、人が消えたり出現したりする演技でニック・キャノンも登場。                  |  |            |            |  | 不合格 |
| ディアナ・デラチョーパ                                      | 7  | 歌手。フォリナーの「I Want to Know What Love Is」を演奏。                                                                                   |  |            |            |  | 不合格 |
| デイヴィッド"ザ・コブラ・キッド"ウエザーズ                  | 8  | 蛇使い。キングコブラを箱から出して箱に戻す演技。                                                                                            |  | [ note 3 ] |            |  | 不合格 |
| ジョナサン・アレン                                          | 9  | オペラ歌手。『ラ・マンチャの男』の「The Impossible Dream (The Quest)」を演奏。                                                              |  |            |            |  | 合格   |
| 蛯名健一                                                    | 10 | ダンサー/マイム。ビデオ映像の前でゲームのキャラクターに扮したダンス/マイムの演技。                                                          |  |            |            |  | 合格   |
| ジム・メスキメン                                            | 11 | コメディアン/物真似。審査員、司会者、ツイッターを通して視聴者にセレブリティを選んでもらい、その物真似でベンジャミン・フランクリンを演じた。 |  |            |            |  | 不合格 |
| アメリカン・ミリタリー・スパウス・クワイア                  | 12 | ショー・クワイア。マライア・キャリーの「Hero」を演奏。                                                                                      |  |            |            |  | 合格   |

Note
1. ↑  スタン、ブラウン、マンデルがシカゴ・ボーイズに投票し、過半数を満たしたためクラムの票は明かされなかった。
2. ↑  スタンはワイルド・カードを使いイリュージョニスト・リオン・エティネ・アンド・ロミー・ロウを復帰させ準決勝に進出させた。
3. ↑  ウエザーズの演技の後、マンデルがゴム製のおもちゃの蛇を出して驚かせたため、ブラウンは誤ってブザーを押してしまった。

### トップ60、第4週 （8月13日 - 14日）
ゲスト: バックストリート・ボーイズ
| 3ペニー・コーラス・アンド・オーケストラ | 1  | クワイアおよびオーケストラ。テイラー・スウィフトの「We Are Never Ever Getting Back Together」を演奏。                                        |  | [ note 1 ] |  |  | 不合格 |
| クロエ・チャンネル                      | 2  | 歌手。ザ・バンド・ペリーの「DONE」を演奏。                                                                                                   |  |            |  |  | 不合格 |
| チャンピオンズ・フォーエヴァー          | 3  | バスケットボール/一輪車。ワン・ダイレクションの「Live While We're Young」に合わせ高い一輪車に乗ってバスケットボールを回すパフォーマンス。    |  |            |  |  | 不合格 |
| センセーション                          | 4  | ビデオ映像を使用したダンス・グループ。フローレンス・アンド・ザ・マシーンの「Spectrum」に合わせ、カラフルな3D映像と共にダンス。               |  |            |  |  | 不合格 |
| ザ・ロボティクス                        | 5  | バンド。ブラック・サバスの「Paranoid」を演奏。                                                                                               |  |            |  |  | 不合格 |
| ティンバー・ブラウン                    | 6  | アクロバット。フォール・アウト・ボーイの「My Songs Know What You Did in the Dark (Light Em Up)」に合わせ土星型の装置を使用したアクロバット。 |  |            |  |  | 合格   |
| ケミ・ブラッドリー                      | 7  | 歌手。シェールの「Believe」を弾き語り。 |  |            |  |  | 合格   |
| タミー・トーク                          | 8  | 腹部のボディパーカッション。巨体の腹部を使用し、コメディックなパーカッション演奏。                                                           |  |            |  |  | 不合格 |
| テイラー・ウィリアムソン                | 9  | コメディアン。彼がニューヨークで経験したことをネタにしたコメディ。                                                                           |  |            |  |  | 合格   |
| エアリアル・アイス                      | 10 | フィギュア・スケート/アクロバット。フローレンス・アンド・ザ・マシーンの「No Light, No Light」に合わせたアクロバティックなアイス・スケート。  |  |            |  |  | 不合格 |
| デイヴィッド・ファーマン                | 11 | ジャグリング。ガソリンの入ったタンクの上に宙吊りになり、火のついた球でジャグリング。                                                         |  |            |  |  | 不合格 |
| ジミー・ローズ                          | 12 | 歌手。ブライアン・アダムスの「Heaven」をギターで弾き語り。                                                                                   |  |            |  |  | 合格   |

Note
1. ↑  3ペニー・コーラス・アンド・オーケストラへのコメント中、ブラウンは誤ってブザーを押してしまった。
2. 1 2  審査員投票で同点だったため、視聴者からの投票数によりテイラー・ウィリアムソンが準決勝に進むことになった。

### トップ60、第5週 （8月20日 - 21日）
ゲスト: トム・コッター, トレイン, アシュリー・モンロー
この回ではブザーは鳴らなかった。
| バージニア州立大学ゴスペル・コラール | 1  | クワイア。マドンナの「Like a Prayer」を演奏。                                                                                          |  |  |  |  | 不合格 |
| メロディ・カバレロ                   | 2  | アクロバティック曲芸師。ケイティ・ペリーの「Not Like the Movies」に合わせ口でバランスを取りながら輪を回す。                            |  |  |  |  | 不合格 |
| デイヴ・フェンリー                   | 3  | 歌手。レイ・ラモンターニュの「Trouble」をギターで弾き語り。                                                                            |  |  |  |  | 合格   |
| 2ユニーク                            | 4  | DJ、ラッパーのデュオ。シュガーヒル・ギャングの「Rapper's Delight」とM.C.ハマーの「U Can't Touch This」を演奏。                         |  |  |  |  | 不合格 |
| サム・ジョンソン                     | 5  | バランス・アクト。80フィートのポールの上でバランスを取り、振り子状に地上に降りる。                                                     |  |  |  |  | 不合格 |
| デュオ・リゾネンス                   | 6  | アクロバット体操。グレン・ハンサード&マルケタ・イルグロヴァの「Falling Slowly」に合わせ、双方の体でバランスをとる。                    |  |  |  |  | 不合格 |
| ダンジェロ・アンド・アマンダ         | 7  | 社交ダンス。E.S.ポスチュマスの「Unstoppable」に合わせたパソドブレ。                                                                    |  |  |  |  | 合格   |
| セリーナ・マキンジー・ゴードン       | 8  | 歌手。ラスカル・フラッツの「What Hurts the Most」を演奏。                                                                              |  |  |  |  | 不合格 |
| ジョン・ウィング                     | 9  | コメディアン。現代の教師と生徒のネタ。                                                                                                 |  |  |  |  | 合格   |
| スプライス                           | 10 | ドミノ倒し。家にある物を並べたドミノ倒しで、ハイディがスタートさせ、最後には花火が上がった。                                           |  |  |  |  | 不合格 |
| ルビー・アンド・ジョナス             | 11 | 社交ダンス。ブルーノ・マーズの「Runaway Baby」にあわせたジャイヴ。                                                                     |  |  |  |  | 不合格 |
| キャタプルト・エンタテイメント       | 12 | 影絵ダンス。イズラエル・カマカヴィヴォオレの「虹の彼方に」に合わせ影絵ダンス物語。サンディフック小学校銃乱射事件の被害者に捧げられた。 |  |  |  |  | 合格   |

Note
1. ↑  メロディはベガス・ウィークに不合格となっていたが、レッド・バンダが家庭の事情により棄権したため繰り上げ合格となった。マンデルが後にワイルド・カードを使い、レッド・パンダは準決勝
で復帰した。
2. ↑  サム・ジョンソンのパフォーマンスは規模が大きく危険なため、放送日より前にクイーンズ・カレッジの屋外で収録された。
3. ↑  審査員選考で不合格となった直後、クラムはワイルド・カードを使い、デュオ・リゾネンスは準決勝に出場することとなった。

### 準決勝、第1週 （8月27日 - 28日）
ゲスト: ワン・ダイレクション, キャサディ・ポープ
| トーン・ザ・チーフロッカ       | 1  | ラッパー。クワイアとブーティ・ダンサーズと共にオリジナルの一発屋曲「B-Double-O-T-Y」のリミックスを演奏。                                    |  |  |  |  | 不合格 |
| レッド・パンダ                 | 2  | 雑技/ボウル・ジャグラー。小さな台の上で一輪車に乗りながらボウルでジャグリング。                                                             |  |  |  |  | 不合格 |
| アンジェラ・フーヴァー         | 3  | コメディアン/物真似。アリアナ・ハフィントン、コートニー・カーダシアン、シャロン・オズボーン、ソフィア・ベルガラといったセレブママの物真似。 |  |  |  |  | 不合格 |
| デュオ・リゾネンス             | 4  | アクロバティック・デュオ。P!NKの「Glitter in the Air」に合わせ、箱を使用しお互いの体を使ってバランス。                                      |  |  |  |  | 不合格 |
| コリンズ・キー                 | 5  | マジシャン。観客の1人と審査員が選んだキーワードを照合。                                                                                     |  |  |  |  | 合格   |
| イノヴェイティヴ・フォース     | 6  | アクロバティック・ダンス・グループ。アレックス・クレアの「Too Close」に合わせたアクロバット。                                               |  |  |  |  | 合格   |
| デイヴ・フェンリー             | 7  | 歌手。スパイス・ガールズの「Say You'll Be There」をギターで弾き語り。                                                                       |  |  |  |  | 不合格 |
| テイラー・ウィリアムソン       | 8  | コメディアン。ハイディに向けたコメディ。 |  |  |  |  | 合格   |
| ジョナサン・アレン             | 9  | オペラ歌手。『レ・ミゼラブル』の「Bring Him Home」を演奏。                                                                                  |  |  |  |  | 不合格 |
| キャタプルト・エンタテイメント | 10 | 影絵ダンス。シャーリーン・ソライアの「Wherever You Will Go」に合わせ海底で再会するカップルを表現したダンス。                                |  |  |  |  | 合格   |
| ケミ・ブラッドリー             | 11 | 歌手。エルヴィス・プレスリーの「Can't Help Falling in Love」を演奏。                                                                        |  |  |  |  | 合格   |
| フォルテ                       | 12 | オペラ・トリオ。ライチャス・ブラザーズの「Unchained Melody」を演奏。                                                                        |  |  |  |  | 合格   |

Note
1. ↑  クリステフ・ブラザーズの1人が怪我をしたため出場できず、代わりにレッド・パンダが出場することとなった。またレッド・パンダはマンデルのワイルドカードに選ばれた。

### 準決勝第2週 （9月3日 - 4日）
ゲスト: フォール・アウト・ボーイ, チーム・アイルミネイト
この回では審査員は誰もブザーを鳴らさなかった。
| ダンジェロ・アンド・アマンダ                               | 1  | 社交ダンス。マイケル・ジャクソンの「Smooth Criminal」に合わせたダンス。                                                                                 |  |  |  |  | 合格   |
| マーティ・ブラウン                                         | 2  | カントリー歌手。ラスカル・フラッツの「Bless the Broken Road」をギターで弾き語り。.                                                                      |  |  |  |  | 不合格 |
| シカゴ・ボーイズ                                           | 3  | アクロバティック・グループ。ロビン・シック、T.I.、ファレルの「Blurred Lines」に合わせた宙返りを含むジャンプ・ロープ。                                   |  |  |  |  | 合格   |
| イリュージョニスト・リオン・エティネ・アンド・ロミー・ロウ | 4  | イリュージョニスト。レニー・クラヴィッツの「Are You Gonna Go My Way」に合わせ次々と様々なイリュージョンを連発。                                         |  |  |  |  | 不合格 |
| アナ・クリスティン                                         | 5  | 歌手。ローリング・ストーンズの「Wild Horses」を演奏。                                                                                                   |  |  |  |  | 不合格 |
| 蛯名健一                                                   | 6  | ダンサー/マイム。背後のスクリーンを鏡に見立てた精巧なダンスおよびマイム。                                                                               |  |  |  |  | 合格   |
| ジョン・ウィング                                           | 7  | コメディアン。自身の結婚生活をネタにしたスタンダップ・コメディ。                                                                                        |  |  |  |  | 不合格 |
| ブランデン・ジェイムス                                     | 8  | 歌手。ハートの「Alone」のオペラ版を演奏。 |  |  |  |  | 合格   |
| クリステフ・ブラザーズ                                     | 9  | コメディック・ハンド・バランシング・デュオ。ヨーロッパの「The Final Countdown」に合わせ、模造剣の飲み込みを含む、マジックをテーマにしたパフォーマンス。 |  |  |  |  | 合格   |
| アメリカン・ミリタリー・スパウス・クワイア                 | 10 | ショー・クワイア。サラ・マクラクランの「Angel」を演奏。                                                                                                 |  |  |  |  | 不合格 |
| ティンバー・ブラウン                                       | 11 | アクロバット。ミューズの「Supremacy」に合わせ、ロープと水を使用したアクロバット。                                                                       |  |  |  |  | 不合格 |
| ジミー・ローズ                                             | 12 | カントリー歌手。ガース・ブルックスの「If Tomorrow Never Comes 」をギターで弾き語り。                                                                    |  |  |  |  | 合格   |

Note
1. 1 2  審査員投票で同点だったため、ダンジェロ・アンド・アマンダは視聴者投票数によりトップ12に進出することとなった。

### トップ12 （9月10日 - 11日）
ゲスト: テリー・フェイター, オラテ・ドッグス
この回では審査員投票はなかった。
| 出場者                         | 出場順 | 演目 | 結果   |
| ------------------------------ | ------ | --- | ------ |
| シカゴ・ボーイズ               | 1      | アクロバティック・グループ。ブルーノ・マーズの「Treasure」に合わせ、宙返りを含むジャンプ・ロープのパフォーマンス。                       | 不合格 |
| ブランデン・ジェイムス         | 2      | オペラ歌手。レナード・コーエンの「Hallelujah」のオペラ版を演奏。                                                                         | 不合格 |
| イノヴェイティヴ・フォース     | 3      | アクロバティック・ダンス・グループ。クリント・マンセルの「Lux Aeterna」に合わせたアクロバット。                                          | 不合格 |
| クリステフ・ブラザーズ         | 4      | コメディック・ハンド・バランシング・デュオ。クリステフ・ブラザーになる方法をテーマにしたコメディ・エクササイズ・ビデオのパフォーマンス。 | 不合格 |
| ダンジェロ・アンド・アマンダ   | 5      | 社交ダンス。セルジオ・メンデスの「Magalenha」に合わせたサルサ。                                                                          | 不合格 |
| キャタプルト・エンタテイメント | 6      | 影絵ダンス・グループ。ベン・E・キングの「Stand by Me」に合わせた影絵ダンス。                                                             | 不合格 |
| フォルテ                       | 7      | オペラ・トリオ。セリーヌ・ディオンの「My Heart Will Go On」のオペラ版をスペイン語で演奏。                                                | 合格   |
| テイラー・ウィリアムソン       | 8      | コメディアン。両親との関係をネタにしたスタンダップ・コメディ。                                                                           | 合格   |
| コリンズ・キー                 | 9      | マジシャン。司会のキャノンと審査員のマンデルの腕時計を使ったマジック。                                                                   | 合格   |
| 蛯名健一                       | 10     | ダンサー/マイム。愛、死、昇天を表現したダンス。                                                                                          | 合格   |
| ジミー・ローズ                 | 11     | カントリー歌手。ブレイク・シェルトンの「God Gave Me You」をギターで弾き語り。                                                            | 合格   |
| ケミ・ブラッドリー             | 12     | 歌手。ボン・ジョヴィの「Livin' on a Prayer」をピアノで弾き語り。                                                                         | 合格   |

### 決勝戦 （9月17日 - 18日）
ゲスト: ダークス・ベントリー、ジェームズ・リプトン、アース・ウィンド・アンド・ファイアー、ルーク・ブライアン、ジョシュ・グローバン、アイコナ・ポップ、キャシー・リー・ギフォード、ホダ・コビー、ロケッツ、イル・ディーヴォ with ヘザー・ヘッドリー
それぞれの出演者が1回目は番組内のこれまでの舞台演技の再演、2回目は新作の2回ずつ舞台演技を披露した。
| 出場者                   | 出場順 | 演目 | 結果   |
| ------------------------ | ------ | --- | ------ |
| ジミー・ローズ           | 1, 9   | カントリー歌手。オリジナル曲「Coal Keeps the Lights On」、ガース・ブルックスの「The Dance」を演奏。                                           | 第3位  |
| 蛯名健一                 | 2, 11  | ダンサー/マイム。マトリックス・スタイルの格闘技ダンス、自身が演じた様々なキャラクターと共に出演するダンスを披露。                             | 優勝   |
| ケミ・ブラッドリー       | 3, 7   | 歌手。シェールの「Believe 」の弾き語り、ビートルズの「I Want to Hold Your Hand」を演奏。                                                      | 第6位  |
| コリンズ・キー           | 4, 8   | マジシャン。2枚のカードを1枚にしてしまうクロースアップ・マジック、審査員が無作為に選んだ観客のTwitterのハッシュタグを予言するマジックを披露。 | 第5位  |
| フォルテ                 | 5, 12  | オペラ・トリオ。セリーヌ・ディオン&アンドレア・ボッチェリの「The Prayer」、ルーチョ・ダッラの「Caruso」を演奏。                               | 第4位  |
| テイラー・ウイリアムソン | 6, 10  | コメディアン。なぜコメディアンは再演できないかというネタ、自身の恋愛についてのネタを披露。                                                    | 準優勝 |